# Ситников, Павел Владимирович
Павел Владимирович Ситников (род. 5 августа 1998 года) — российский шорт-трекист, участник Олимпиады 2018 года.

## Карьера
Тренируется в Омске у Анатолия Брасалина и Алёны Тищенко.
Чемпион России (2017 — многоборье, 1500м). Серебряный (2017—500 м, эстафета 5000 м) и бронзовый (2016 — эстафета 5000 м) призер чемпионатов России.
Бронзовый призёр юниорского чемпионата мира 2016 года в эстафете. На чемпионате мира 2018 года завоевал серебро в эстафете.
На Олимпиаде 2018 года участвовал в соревнованиях на дистанциях 1000, 500 и 1500 метров.